# Giorgio Pessina
Giorgio Pessina (ur. 16 czerwca 1902 w Rzymie, zm. 18 lipca 1977 tamże) – włoski florecista, dwukrotny medalista olimpijski.
Na igrzyskach olimpijskich w Paryżu w 1924 roku był czwarty we florecie drużynowym. Na rozgrywanych cztery lata później igrzyskach olimpijskich w Amsterdamie razem z Ugo Pignottim, Giulio Gaudinim, Gioacchino Guaragną, Oreste Pulitim i Giorgio Chiavaccim zdobył drużynowo złoty medal. Brał też udział w igrzyskach olimpijskich w Los Angeles w 1932 roku, gdzie Włosi w składzie: Giulio Gaudini, Gioacchino Guaragna, Gustavo Marzi, Ugo Pignotti, Rodolfo Terlizzi i Giorgio Pessina zdobyli srebro we florecie drużynowym. 
Nie zdobył medalu mistrzostw świata.
W 1947 wyjechał do Urugwaju, gdzie trenował młodzież. Po powrocie do kraju został głównym trenerem Włoskiej Federacji Szermierki.